# Mikkel Aagaard (Eishockeyspieler)
Mikkel Aagaard Hansen (* 18. Oktober 1995 in Frederikshavn) ist ein dänischer Eishockeyspieler, der seit 2020 bei MODO Hockey unter Vertrag steht und den Klub seit 2023 in der Svenska Hockeyligan spielt.

## Karriere
Mikkel Aagaard begann seine Karriere bei seinem Heimatclub in Frederikshavn, wo er die Jugendabteilung durchlief. 2013 gab der Däne sein Profidebüt für die Frederikshavn White Hawks in einem Playoffspiel der Metal Ligaen. In der Folgesaison machte der Stürmer 38 Hauptrundenspiele für die White Hawks und konnte 18 Scorerpunkte erzielen (10 Tore, 8 Assists). Nach seiner ersten erfolgreichen Herrensaison probierte er sein Glück in Nordamerika bei den Niagara IceDogs in der Ontario Hockey League (OHL), die ihn beim CHL Import Draft 2014 in der ersten Runde an Gesamtposition 16 ausgewählt hatten. Dort punktete er in insgesamt 90 Spielen 61-mal, bevor er im November 2015 zum Ligakonkurrenten Sudbury Wolves wechselte, wo er seine zweite OHL-Saison beendete. 2016 wechselte er zu Stockton Heat. Neben seinen dortigen Einsätzen in der American Hockey League spielte er auch für das Farmteam Adirondack Thunder in der ECHL. Am Saisonende wurde er für das ECHL All-Star Game nominiert. Zur Folgesaison wechselte er AHL-intern zu den Springfield Thunderbirds, kam aber auch bei deren Farmteam Manchester Monarchs zu Spieleinsätzen. 2018 nahm Aagaard ein Studium an der University of Guelph auf und spielte die folgenden zwei Jahre für deren Hochschulteam Guelph Gryphons in der West Division der Ontario University Athletics (OUA) von U Sports, dem landesweiten Universitätssportverband Kanadas. Als Torschützenkönig von U Sports trug er 2020 zum Gewinn des Queen’s Cups der OUA durch die Gryphons bei.
Im Februar 2020 kehrte Aagaard nach Europa zurück. Nach zwei Spielen für die Grizzlys Wolfsburg am Saisonende 2019/20 spielt er seit Saisonbeginn 2020/21 für MODO Hockey, zunächst in der zweitklassigen schwedischen HockeyAllsvenskan und seit dem Aufstieg 2023 in der Svenska Hockeyligan.

### International
Im Juniorenbereich nahm Aagaard mit der U18-Mannschaft seines Landes an der U18-Weltmeisterschaft 2012 und mit der dänischen U20-Auswahl an den Weltmeisterschaften der Jahre 2014 in der Division I und 2015 in der Top-Division teil. 
Für die A-Nationalmannschaft lief der Stürmer bei den Weltmeisterschaften in den Jahren 2016, 2017, 2022, 2023 und 2024 auf. Zudem vertrat er seine Farben bei den Olympischen Winterspielen in Peking 2022 und der Qualifikation zu den Olympischen Winterspielen in Mailand 2026.

## Erfolge und Auszeichnungen
- 2014 Aufstieg in die Top-Division bei der U20-Weltmeisterschaft der Division I, Gruppe A
- 2017 Teilnahme am ECHL All-Star Game
- 2020 Gewinn des Queen’s Cups der Ontario University Athletics mit den Guelph Gryphons
- 2020 Torschützenkönig von U Sports
- 2023 Meister der HockeyAllsvenskan und Aufstieg in die Svenska Hockeyligan mit MODO Hockey